# 1964 في الولايات المتحدة
فيما يلي قوائم الأحداث التي وقعت خلال عام 1964 في الولايات المتحدة.

## أحداث
- 27 مارس – زلزال ألاسكا العظيم 1964
- 13 مارس – جريمة قتل كيتي جينوفيزي

## سياسة

### تعيين في المنصب
- 1 يناير – كريتون أبرامز نائب رئيس أركان جيش الولايات المتحدة [الإنجليزية]‏.
- 3 يوليو – ايرل ويلر رئيس هيئة الأركان المشتركة الأمريكية.
- 4 نوفمبر – جوزيف مونتويا عضو مجلس الشيوخ الأمريكي.
- 4 نوفمبر – فريد ر هاريس عضو مجلس الشيوخ الأمريكي.
- 30 ديسمبر – والتر مونديل عضو مجلس الشيوخ الأمريكي.

### انتهاء فترة المنصب
- 1 يناير – باتسي مينك عضو مجلس ولاية هاواي.
- 1 يناير – هيوبرت همفري عضو مجلس الشيوخ الأمريكي.
- 21 يناير – سايرس فانس وزير الجيش الأمريكي [الإنجليزية]‏.
- 12 مايو – جيمي ديفيس حاكم لويزيانا [الإنجليزية]‏.
- 1 يوليو – ماكسويل تايلور دافنبورت رئيس هيئة الأركان المشتركة الأمريكية.
- 3 سبتمبر – روبرت كينيدي نائب عام الولايات المتحدة.

## ظهور
- 1 يناير – الجاكسون 5
- 1 يناير – ذا بيردز
- 1 يناير – IEEE Spectrum مجلة.

## أفلام
من الأفلام التي صدرت هذه السنة في الولايات المتحدة:
- 1 يناير – آخر رجل على الأرض من إخراج Ubaldo Ragona [الإنجليزية]‏، Sidney Salkow [الإنجليزية]‏.
- 1 يناير – الأب جوس من إخراج رالف نيلسون.
- 1 يناير – إصبع الذهب من إخراج غاي هاملتن.
- 1 يناير – بيكيت من إخراج بيتر جلينفيل.
- 1 يناير – توبكابي من إخراج جول داسين.
- 1 يناير – حديقة الطباشير من إخراج رونالد نيوم.
- 1 يناير – خريف قبيلة شايان من إخراج جون فورد.
- 1 يناير – زوربا اليوناني من إخراج مايكل كاكويانيس.
- 1 يناير – سيدتي الجميلة من إخراج جورج كوكور.
- 29 يناير – دكتور سترينجلوف من إخراج ستانلي كوبريك.
- 14 نوفمبر – بابا نويل يهزم المريخيين من إخراج Nicholas Webster [الإنجليزية]‏.

## برامج ومسلسلات وأنمي
- فلينستون

## كتب
من الكتب التي صدرت هذه السنة في الولايات المتحدة:
- 1 يناير – محاضرات فاينمان في الفيزياء من تأليف روبرت بي. لايتون، ريتشارد فاينمان، ماثيو ساندز.
- 1 يناير – وليمة متنقلة من تأليف إرنست همينغوي.

## مواليد

### يناير
- 1 يناير – اليزابيث بيساني
- 1 يناير – باول فلاهيرتي
- 1 يناير – براد أندرسون مخرج أفلام أمريكي.
- 1 يناير – جوانا ادلر ممثلة أمريكية.
- 1 يناير – جيفري تشيساني ضابط من الولايات المتحدة الأمريكية.
- 1 يناير – دافا نيومان
- 1 يناير – سونيا سون ممثلة أمريكية.
- 1 يناير – غافين أوكونور ممثل ومخرج أمريكي.
- 1 يناير – ك. ج. تشيفرز
- 1 يناير – كريج كليفنجر
- 1 يناير – كريس براوننج
- 1 يناير – كلي شيركي صحفي من الولايات المتحدة الأمريكية.
- 1 يناير – كورتني هنت
- 1 يناير – كيلي ريتشارد كاتبة سيناريو ومخرجة سينمائية أمريكية.
- 1 يناير – ليزا لين ماستير ممثلة أمريكية.
- 1 يناير – مارك سيرني
- 2 يناير – برنل ويتيكر ملاكم من الولايات المتحدة الأمريكية.
- 3 يناير – باك جونسون لاعب كرة سلة أمريكي.
- 3 يناير – شيريل ميلر
- 4 يناير – ديفيد بو ممثل أمريكي.
- 4 يناير – سكوت مينتس لاعب كرة سلة أمريكي.
- 6 يناير – أنثوني سكاراموتشي ممول أمريكي وشخصية سياسية.
- 6 يناير – دواين واشنطن لاعب كرة سلة أمريكي.
- 7 يناير – نيكولاس كيج
- 12 يناير – جيف بيزوس أغنى رجل في العالم حالياً.
- 13 يناير – أندريا ميلر ممثلة أمريكية.
- 14 يناير – إرنست ميلر
- 17 يناير – بادي مكجيرت ملاكم من الولايات المتحدة الأمريكية.
- 17 يناير – ميشيل أوباما
- 18 يناير – فيرجيل هيل ملاكم من الولايات المتحدة الأمريكية.
- 19 يناير – كلينتون سميث لاعب كرة سلة أمريكي.
- 20 يناير – رون هاربر
- 23 يناير – ماريسكا هارغيتاي
- 25 يناير – تيم كيمبتون لاعب كرة سلة أمريكي.
- 26 يناير – بول يوهانسون ممثل أمريكي.
- 27 يناير – إنجا طومسون درّاجة طريق من الولايات المتحدة الأمريكية.
- 27 يناير – بريجيت فوندا
- 27 يناير – جاك هالي لاعب كرة سلة أمريكي.
- 30 يناير – أوتيس سميث لاعب كرة سلة أمريكي.
- 31 يناير – جيف هانيمان

### فبراير
- 2 فبراير – بيلي كينيدي مدرب كرة سلة من الولايات المتحدة الأمريكية.
- 5 فبراير – جيم بف لاعب كرة مضرب من الولايات المتحدة.
- 5 فبراير – لورا ليني ممثلة أمريكية.
- 7 فبراير – غريتشن ماجيرس لاعبة كرة مضرب من الولايات المتحدة.
- 8 فبراير – لاري كلارك ممثل أمريكي.
- 10 فبراير – غلين بيك
- 11 فبراير – سارة بالين سياسية أمريكية.
- 11 فبراير – كين شامروك
- 13 فبراير – ستيفن بوين رائد فضاء أمريكي.
- 14 فبراير – زاك جاليجان ممثل أمريكي.
- 15 فبراير – كريس فارلي
- 15 فبراير – ليلاند ملفين رائد فضاء أمريكي.
- 15 فبراير – مارك برايس
- 16 فبراير – ريتشارد ريلفورد لاعب كرة سلة أمريكي.
- 16 فبراير – فران طاهر ممثل باكستاني أمريكي.
- 16 فبراير – كريغ نيل
- 18 فبراير – مات ديلون ممثل أمريكي.
- 19 فبراير – جنيفر داودنا عالمة كيمياء حيوية أمريكية.
- 20 فبراير – فرينش ستيوارت ممثل أمريكي.
- 20 فبراير – ويلي جارسون ممثل أمريكي.
- 21 فبراير – سكوت كيلي رائد فضاء أمريكي.
- 21 فبراير – مارك كيلي رائد فضاء أمريكي.
- 22 فبراير – جيجي فرنانديز لاعبة كرة مضرب من الولايات المتحدة.
- 24 فبراير – تود فيلدمان ممثل أمريكي.
- 25 فبراير – نيكيتا ويلسون لاعب كرة سلة أمريكي.
- 26 فبراير – مارك داكاسكوس
- 29 فبراير – جون روس لاعب كرة مضرب أمريكي.

### مارس
- 3 مارس – ريتشارد زاندر متزلج فني ألماني.
- 4 مارس – إيفا موسكويتز
- 5 مارس – ريجي ويليامز لاعب كرة سلة أمريكي.
- 5 مارس – سكوت سكايلز
- 7 مارس – واندا سايكس
- 9 مارس – بول كاليجوري
- 9 مارس – ليمون لامبلي لاعب كرة سلة أمريكي.
- 11 مارس – بيتر بيرغ
- 11 مارس – جويل بنجامين لاعب شطرنج من الولايات المتحدة الأمريكية.
- 13 مارس – ديف هوبن لاعب كرة سلة أمريكي.
- 16 مارس – غور فيربينسكي مخرج أفلام أمريكي.
- 17 مارس – روب لوو
- 18 مارس – بوني بلير
- 19 مارس – جين غانغ مهندسة معمارية من الولايات المتحدة الأمريكية.
- 22 مارس – كيفن هندرسون لاعب كرة سلة أمريكي.
- 23 مارس – هوب ديفيس ممثلة أمريكية.
- 24 مارس – بارت كوفود لاعب كرة سلة أمريكي.
- 25 مارس – كيت دي كاميلو كاتبة للأطفال أمريكية.
- 25 مارس – ليزا قاي هاميلتون
- 25 مارس – مايك هنري
- 26 مارس – تود باري
- 27 مارس – جيمس كارتر لاعب كرة سلة بورتوريكي.
- 30 مارس – إيان زيرنج ممثل أمريكي.
- 30 مارس – تريسي شابمان
- 31 مارس – كيلي جونز لاعب كرة مضرب من الولايات المتحدة.

### أبريل
- 1 أبريل – كيفن داكويرث لاعب كرة سلة من الولايات المتحدة الأمريكية.
- 3 أبريل – روبرت تشابين ممثل أمريكي.
- 4 أبريل – ديفيد كروس
- 5 أبريل – مايك شامبيون لاعب كرة سلة أمريكي.
- 7 أبريل – جيس ألكسندر ممثل أمريكي.
- 9 أبريل – دوغ دوساي سياسي أمريكي.
- 9 أبريل – مارغريت بيترسون هادكس مؤلفة أمريكية.
- 13 أبريل – فيل زيفنبيرغن لاعب كرة سلة أمريكي.
- 14 أبريل – براين آدمز
- 14 أبريل – جيم غراب لاعب كرة مضرب من الولايات المتحدة.
- 19 أبريل – كيم يفر
- 20 أبريل – كريسبين غلوفير
- 21 أبريل – آل كول ملاكم من الولايات المتحدة الأمريكية.
- 21 أبريل – كامي إثريدج
- 22 أبريل – بوب ماكان لاعب كرة سلة أمريكي.
- 24 أبريل – سيدريك ذا انترتينر
- 25 أبريل – هانك آزاريا ممثل أمريكي.
- 28 أبريل – لارين سكوت
- 29 أبريل – ميلودي بارنز محامية أمريكية.

### مايو
- 1 مايو – سكوت كوفي
- 6 مايو – جون اينيس
- 6 مايو – دانا هيل
- 8 مايو – ميليسا جيلبرت
- 11 مايو – تيم بليك نيلسون
- 12 مايو – بيل هولتسكلاو سياسي أمريكي.
- 13 مايو – روني كولمان
- 13 مايو – ستيفن كولبير
- 13 مايو – كريس جيبسون سياسي أمريكي.
- 14 مايو – جيمس كيلي رائد فضاء أمريكي.
- 14 مايو – والتر بيري لاعب كرة سلة أمريكي.
- 16 مايو – جوزيف ديسيمون مهندس من الولايات المتحدة الأمريكية.
- 16 مايو – جون سالي لاعب كرة سلة أمريكي.
- 17 مايو – ديف بوبسون لاعب كرة سلة من الولايات المتحدة الأمريكية.
- 17 مايو – ديفيد إيجنبرغ ممثل أمريكي.
- 20 مايو – بول دبليو ريتشاردز رائد فضاء أمريكي.
- 22 مايو – مارك كريستوفر لورانس
- 23 مايو – كيني غاتيسون
- 26 مايو – ليني كرافيتز
- 28 مايو – أرمن غيليام لاعب كرة سلة أمريكي.
- 28 مايو – بيت هير لاعبة كرة مضرب من الولايات المتحدة.
- 30 مايو – توم موريلو
- 30 مايو – دومينيك بريسلي لاعب كرة سلة من الولايات المتحدة الأمريكية.

### يونيو
- 1 يونيو – تريشا زورن سبّاحة بارالمبية أمريكية.
- 3 يونيو – كيري كينغ موسيقي أمريكي.
- 4 يونيو – جوردن ميكنر مبرمج من الولايات المتحدة الأمريكية.
- 5 يونيو – بريان لينتز سياسي أمريكي.
- 5 يونيو – ليزا تشولودينكو
- 9 يونيو – وايمان تيسدال
- 13 يونيو – جنيفر غيلوم
- 15 يونيو – كورتني كوكس
- 16 يونيو – داني بورستين ممثل أمريكي.
- 17 يونيو – داريل ماكدونالد لاعب كرة سلة من الولايات المتحدة الأمريكية.
- 19 يونيو – بوريس جونسون سياسي أمريكي.
- 19 يونيو – كيفن شوانتز متسابق دراجات نارية من الولايات المتحدة الأمريكية.
- 19 يونيو – لورا انغرام
- 21 يونيو – دوغ سافانت
- 22 يونيو – إيمي برينمان ممثلة أمريكية.
- 22 يونيو – دان براون مؤلف أمريكي.
- 22 يونيو – كاديلاك أندرسون لاعب كرة سلة من الولايات المتحدة الأمريكية.
- 25 يونيو – ديل كاري لاعب كرة سلة من الولايات المتحدة الأمريكية.
- 27 يونيو – تشاك بيرسون لاعب كرة سلة أمريكي.
- 27 يونيو – تيري سيربيكو ممثل أمريكي.
- 27 يونيو – مايكل رايلي بورك ممثل أمريكي.
- 28 يونيو – سوزان ماسكارين لاعبة كرة مضرب أمريكية.
- 30 يونيو – مارك ووترز مخرج أفلام أمريكي.

### يوليو
- 2 يوليو – أندريه مور لاعب كرة سلة أمريكي.
- 2 يوليو – تشارلز روبنسون
- 2 يوليو – تيم سوليفان
- 2 يوليو – ستيف ميتشل لاعب كرة سلة أمريكي.
- 2 يوليو – موريس مارتن لاعب كرة سلة أمريكي.
- 5 يوليو – رونالد مور
- 6 يوليو – روني جرانديسون لاعب كرة سلة أمريكي.
- 9 يوليو – كورتني لوف
- 11 يوليو – لورا كايوويت ممثلة أمريكية.
- 13 يوليو – مايكل جاكسون لاعب كرة سلة من الولايات المتحدة الأمريكية.
- 16 يوليو – ريكي ويلسون لاعب كرة سلة أمريكي.
- 18 يوليو – ويندي ويليامز
- 19 يوليو – بيتر دوبسون ممثل أمريكي.
- 19 يوليو – تيريزا إدواردز
- 20 يوليو – كريس كورنيل
- 21 يوليو – ديفيد هندرسون
- 22 يوليو – ديفيد سبيد
- 22 يوليو – رافائيل أديسون لاعب كرة سلة من الولايات المتحدة الأمريكية.
- 24 يوليو – باري بوندز لاعب كرة قاعدة من الولايات المتحدة الأمريكية.
- 26 يوليو – ريكي ونسلو لاعب كرة سلة من الولايات المتحدة الأمريكية.
- 26 يوليو – ساندرا بولوك ممثلة أمريكية.
- 28 يوليو – لوري لوغلين
- 30 يوليو – فيفيكا ا. فوكس
- 31 يوليو – جون شاسكي لاعب كرة سلة أمريكي.
- 31 يوليو – ويندل ألكسيس لاعب كرة سلة أمريكي.

### أغسطس
- 2 أغسطس – ماري-لويز باركر
- 3 أغسطس – جوان هيجينبوثام
- 3 أغسطس – كريس أ. براون سياسي أمريكي.
- 3 أغسطس – نيت ماكميلان
- 4 أغسطس – أنا سوي
- 6 أغسطس – ليزا بويل
- 6 أغسطس – موسي درير ممثل أمريكي.
- 9 أغسطس – هدى قطب صحفية، ومراسلة تلفزيونية، ومذيعة، ومضيفة برامج تلفزيونية من الولايات المتحدة الأمريكية.
- 12 أغسطس – أنجيلا نيكوليتى
- 13 أغسطس – آدم دافيدسون
- 13 أغسطس – ديبي مازار
- 14 أغسطس – أندرو كيفن ووكر كاتب سيناريو أمريكي.
- 15 أغسطس – مايكل بيريس
- 15 أغسطس – مليندا غيتس
- 16 أغسطس – جيمي أرياس لاعب كرة مضرب من الولايات المتحدة.
- 17 أغسطس – دالاس كوميجيس لاعب كرة سلة أمريكي.
- 18 أغسطس – كريج بيركو
- 18 أغسطس – كيني ووكر لاعب كرة سلة أمريكي.
- 20 أغسطس – بيتر ماكولو عالم فلك أمريكي.
- 27 أغسطس – فرانك تيت ملاكم من الولايات المتحدة الأمريكية.

### سبتمبر
- 4 سبتمبر – أنتوني وينر سياسي أمريكي.
- 5 سبتمبر – كين نورمان لاعب كرة سلة أمريكي.
- 6 سبتمبر – روزي بيريز ممثلة أمريكية.
- 8 سبتمبر – سكوت ليفي
- 8 سبتمبر – مايكل جونز سياسي أمريكي.
- 8 سبتمبر – ميتشل وتفيلد ممثل أمريكي.
- 10 سبتمبر – جون إدوارد سنونو سياسي أمريكي.
- 14 سبتمبر – ستيفن دونهام ممثل أمريكي.
- 14 سبتمبر – فيث فورد ممثلة أمريكية.
- 15 سبتمبر – ستيفن مونري مخرج أفلام أمريكي.
- 16 سبتمبر – مولي شانون ممثلة أمريكية.
- 19 سبتمبر – كيم ريتشاردز ممثلة أمريكية.
- 20 سبتمبر – كين بارلو لاعب كرة سلة أمريكي.
- 21 سبتمبر – كيث سمارت
- 23 سبتمبر – جيم فارمر لاعب كرة سلة أمريكي.
- 23 سبتمبر – لاري كريستكوياك
- 25 سبتمبر – أنيتا بارون
- 25 سبتمبر – مارك بينيوف رجل أعمال من الولايات المتحدة الأمريكية.
- 27 سبتمبر – تراسي كامب
- 28 سبتمبر – جينين غاروفالو
- 30 سبتمبر – ستيفن فريك رائد فضاء أمريكي.
- 30 سبتمبر – فل بليت عالم فلك من الولايات المتحدة الأمريكية.
- 30 سبتمبر – كوامي راؤول سياسي أمريكي.

### أكتوبر
- 1 أكتوبر – اريك بوي رائد فضاء أمريكي.
- 1 أكتوبر – كرستوفر تيتوس
- 6 أكتوبر – توم جاغر سباح أمريكي.
- 6 أكتوبر – ريكي بيري لاعب كرة سلة أمريكي.
- 10 أكتوبر – تيم ميلر مخرج أفلام أمريكي.
- 10 أكتوبر – جيروم منسي لاعب كرة سلة بورتوريكي.
- 10 أكتوبر – كريستال ووترز
- 10 أكتوبر – كيني باتل لاعب كرة سلة أمريكي.
- 11 أكتوبر – كينت ويليامز ممثل صوتي من الولايات المتحدة الأمريكية.
- 11 أكتوبر – كيني غرين لاعب كرة سلة أمريكي.
- 11 أكتوبر – مونيكا لامب باول لاعبة كرة سلة أمريكية.
- 13 أكتوبر – ألين كوفيرت
- 16 أكتوبر – إيمانويل باستريش
- 18 أكتوبر – جون سويسي ممثل أمريكي.
- 19 أكتوبر – تاي بنينغتون
- 21 أكتوبر – كارلتون ماكيني لاعب كرة سلة أمريكي.
- 23 أكتوبر – روبرت تروهيو
- 24 أكتوبر – دوغ لي لاعب كرة سلة أمريكي.
- 25 أكتوبر – كيفين تسوجيهارا
- 25 أكتوبر – مايكل بوتمان
- 26 أكتوبر – لوسون دونكان لاعب كرة مضرب من الولايات المتحدة.
- 27 أكتوبر – ماري ميغر سبّاحة من الولايات المتحدة الأمريكية.
- 28 أكتوبر – رومي روزيمونت
- 28 أكتوبر – سكوت راسل متسابق دراجات نارية من الولايات المتحدة الأمريكية.
- 30 أكتوبر – توم كوبا لاعب كرة سلة أمريكي.
- 30 أكتوبر – ساندرا ماجنوس

### نوفمبر
- 2 نوفمبر – لورن فيليز ممثلة أمريكية.
- 6 نوفمبر – آرني دنكان لاعب كرة سلة أمريكي.
- 6 نوفمبر – كيري كونران
- 7 نوفمبر – شانون ويري ممثلة أمريكية.
- 11 نوفمبر – كاليستا فلوكهارت ممثلة أمريكية.
- 14 نوفمبر – باتريك واربورتون ممثل أمريكي.
- 17 نوفمبر – رالف جارمان ممثل أمريكي.
- 17 نوفمبر – سوزان رايس دبلوماسية أمريكية، وسفيرة الولايات المتحدة في الأمم المتحدة.
- 22 نوفمبر – بينوا بنيامين لاعب كرة سلة أمريكي.
- 23 نوفمبر – ستيف إلفورد
- 23 نوفمبر – عمر أكرم
- 24 نوفمبر – غاريت ديلاهونت ممثل أمريكي.
- 27 نوفمبر – آدم شانكمان
- 28 نوفمبر – روي تاربلي لاعب كرة سلة أمريكي.
- 29 نوفمبر – دون شيدل
- 30 نوفمبر – ديفيد وود لاعب كرة سلة أمريكي.

### ديسمبر
- 4 ديسمبر – تشيلسي نوبل
- 4 ديسمبر – جوناتان غولدستاين ممثل أمريكي.
- 4 ديسمبر – ماريسا تومي ممثلة أمريكية.
- 5 ديسمبر – بابلو موراليس سباح أمريكي.
- 7 ديسمبر – أنتوني فريدريك لاعب كرة سلة أمريكي.
- 7 ديسمبر – مايكل بنك
- 8 ديسمبر – تيري هاتشر
- 10 ديسمبر – بيلي رايت
- 12 ديسمبر – سابو مصارع محترف من الولايات المتحدة الأمريكية.
- 12 ديسمبر – كينيث هام رائد فضاء أمريكي.
- 14 ديسمبر – دينو ستاماتوبولوس
- 17 ديسمبر – إريك براون
- 17 ديسمبر – جو وولف
- 18 ديسمبر – بروس فريزر لاعب كرة سلة أمريكي.
- 18 ديسمبر – ستون كولد ستيف أوستن
- 19 ديسمبر – ونستون غارلاند لاعب كرة سلة أمريكي.
- 24 ديسمبر – مارك فالي
- 26 ديسمبر – تريسي هاريس باترسون ملاكم من الولايات المتحدة الأمريكية.
- 27 ديسمبر – إيان غوميز ممثل أمريكي.
- 27 ديسمبر – روبرت روز لاعب كرة سلة أمريكي.
- 28 ديسمبر – ريك ليتش لاعب كرة مضرب من الولايات المتحدة.
- 29 ديسمبر – مايكل كودليتز ممثل أمريكي.

## وفيات

### يناير
- 1 يناير – آيفي فورمان لويس (مواليد 1882) عالم نبات أمريكي.
- 4 يناير – رالف دومكي (مواليد 1899) ممثل أمريكي.
- 16 يناير – بينكي سيلفربيرغ (مواليد 1904) ملاكم من الولايات المتحدة الأمريكية.

### فبراير
- 13 فبراير – جون بول جونيور (مواليد 1883) سياسي أمريكي.
- 25 فبراير – غريس ميتاليوس (مواليد 1924) كاتبة أمريكية.
- 28 فبراير – جوس ليسنيفيتش (مواليد 1915) ملاكم من الولايات المتحدة الأمريكية.
- 29 فبراير – فرانك ألبرتسون (مواليد 1909)

### مارس
- 5 مارس – صموئيل هولمز (مواليد 1868) عالم حيوان من الولايات المتحدة الأمريكية.
- 10 مارس – آرثر هوهل (مواليد 1889) ممثل أمريكي.
- 13 مارس – كاثرين سوزان "كيتي" جينوفيزي (مواليد 1935)
- 18 مارس – نوربرت فينر (مواليد 1894) رياضياتي أمريكي.

### أبريل
- 5 أبريل – دوغلاس ماكارثر (مواليد 1880)
- 9 أبريل – إل برندل (مواليد 1890)
- 14 أبريل – إيرل هودجينز (مواليد 1893)
- 14 أبريل – راشيل كارسون (مواليد 1907) عالمة أحياء بحرية وكاتبة علمية أمريكية.

### مايو
- 1 مايو – فكتور لويس كوري (مواليد 1880) عالم نبات من الولايات المتحدة الأمريكية.
- 2 مايو – نانسي أستور (مواليد 1879)

### يونيو
- 6 يونيو – روبرت وارويك (مواليد 1878)
- 20 يونيو – إدغار بارير (مواليد 1907)
- 24 يونيو – ستيوارت ديفيس (مواليد 1892) رسام أمريكي.

### يوليو
- 11 يوليو – سوزان آدم مكيلفي (مواليد 1883) عالمة نبات أمريكية.
- 31 يوليو – جيم ريفز (مواليد 1923)

### أغسطس
- 27 أغسطس – غراسي ألن (مواليد 1895)

### سبتمبر
- 2 سبتمبر – ألفين جيم نيويورك (مواليد 1887) عسكري من الولايات المتحدة الأمريكية.
- 2 سبتمبر – موريس أنكروم (مواليد 1896)
- 15 سبتمبر – ألفرد بلالوك (مواليد 1899)
- 18 سبتمبر – جيمس فرانك دوبي (مواليد 1888) كاتب أمريكي.
- 24 سبتمبر – سولي كريجر (مواليد 1909) ملاكم من الولايات المتحدة الأمريكية.

### أكتوبر
- 15 أكتوبر – كول بورتر (مواليد 1891)
- 19 أكتوبر – جيمس ميتشل (مواليد 1900) سياسي أمريكي.
- 20 أكتوبر – هربرت هوفر (مواليد 1874) سياسي أمريكي.
- 21 أكتوبر – مارغريت جيبسون (مواليد 1894)
- 31 أكتوبر – ثيدور فريمان (مواليد 1930) رائد فضاء أمريكي.

### نوفمبر
- 16 نوفمبر – جون إيمري (مواليد 1905) ممثل أمريكي.
- 21 نوفمبر – كاثرين باور ورستر (مواليد 1905) مهندسة معمارية أمريكية.

### ديسمبر
- 11 ديسمبر – سام كوك (مواليد 1931)
- 14 ديسمبر – وليام بينديكس (مواليد 1906)
- 16 ديسمبر – هوراس ترينت فيزيائي أمريكي.
- 21 ديسمبر – كارل فان فيختن (مواليد 1880)